# Коноваж
Коноваж — река в Архангельской области России, протекает по территории Черевковского сельского поселения Красноборского района.
Образуется слиянием рек Зимний Коноваж (левая составляющая) и Летний Коноваж (правая составляющая). Генеральное направление течения — северо-восток. Устье реки находится в 8 км от устья реки Тядема по правому берегу. Высота устья — 35,6 м над уровнем моря. Длина реки составляет 7 км.

## Данные водного реестра
По данным государственного водного реестра России относится к Двинско-Печорскому бассейновому округу, водохозяйственный участок реки — Северная Двина от впадения реки Вычегда до впадения реки Вага, речной подбассейн реки — Северная Двина ниже места слияния Вычегды и Малой Северной Двины. Речной бассейн реки — Северная Двина.
Код объекта в государственном водном реестре — 03020300112103000026565.